# Værløse Håndboldklub
Værløse Håndboldklub (VHK), er en håndboldklub beliggende i Værløse Kommune, og  er blandt de største, og med sine 75 år også en af de ældste håndboldklubber på Sjælland. Klubben har hold fra mini til old boys, dvs. medlemmer fra 5 år til 60+ år. 
Farum Håndbold Forening (FHF) og Værløse Håndboldklub (VHK) startede i 2006 et samarbejde hvor de vil  lave holdfællesskaber på udvalgte årgange under navnet Furesø Håndbold.
I mange af hendes ungdomsår spillede Rikke Hørlykke i Værløse Håndboldklub.
I 2012 fyldte Værløse Håndboldklub 75 år. Jubilæet blev blandt andet fejret med en jubilæumsavis.  